# Моа Ди Моа
„Моа Ди Моа“ (на френски: Moi Dix Mois) е японска група, солов проект на иконата за готик лолитите Мана-Сама и бивш китарист и основател на Малис Майзер.

## Биография
През март 2002, три месеца след разпадането на Малис Мизер, Мана започва соловия си проект „Муа диз Моа“. В състава на групата са Мана Сама (китара, лидер) Кей (китара, вокали), Сугия (бас), Сет (вокали) и Хаято (барабани), но главен творец в групата е Мана. Той пише текстовете, прави музиката и съставя имиджа на групата.

## Дискография

### Албуми
- Dix Infernal (19 март 2003 г.)
- Nocturnal Opera (20 юли 2004 г.)
- Beyond the Gate (1 март 2006 г.)
- Dixanadu (28 март 2007 г.)

### Сингли
- Dialogue Symphonie (19 ноември 2002 г.)
- Shadows Temple (31 май 2004 г.)
- "Pageant" (6 октомври 2004 г.)
- Lamentful Miss (4 октомври 2006 г.)

### DVD издания
- Dix Infernal – Scars of Sabbath (16 декември 2003 г.)
- Invite to Immorality – Moi dix Mois Europe Live Tour 2005 (27 юли 2005 г.)
- DIXANADU ~Fated 'raison d'etre'~ Europe Tour 2007